# Tepuibasis nigra
Tepuibasis nigra är en trollsländeart som beskrevs av De Marmels 2007. Tepuibasis nigra ingår i släktet Tepuibasis och familjen dammflicksländor. Inga underarter finns listade i Catalogue of Life.